# Daniela Mogurean
Daniela Mogurean (née à Chișinău (Moldavie) le 16 juillet 2001) est une gymnaste rythmique  italienne d'origine moldave. Elle est médaillée de bronze du concours de groupe olympique 2020 et médaillée d'argent du concours multiple de groupe européen 2021.
Avec Martina Santandrea, Agnese Duranti, Alessia Maurelli et Martina Centofanti elle remporte la médaille de bronze dans la compétition par équipe du concours général à Tokyo 2020 avec 87.700 points, derrière la Bulgarie avec 92.100 et l'équipe russe avec 90.400.

## Biographie
Elle est apparue pour la première fois dans l'équipe nationale italienne en 2015, lorsqu'elle était membre de l'équipe junior qui a participé aux Championnats d'Europe juniors 2015 et s'est classée 6e au concours général de groupe et 5e à la finale des 5 balles.
Au cours de sa première année senior, elle a rejoint l'équipe réserve nationale italienne jusqu'en 2021 lorsqu'elle a remplacé Letizia Cicconcelli, blessée, dans le groupe principal. Elle a fait ses débuts internationaux seniors en mai de la même année, lors de la Coupe du monde de Bakou 2021 où son équipe a remporté la médaille d'argent au concours général et aux deux finales par engin. Ensuite, elle a participé à la Coupe du monde de Pesaro 2021 se classant 5e au concours général. Le lendemain, elle remporte les médailles d'or dans les deux finales par engin. Elle a participé aux Championnats d'Europe 2021 à Varna, en Bulgarie et a remporté la médaille d'argent au concours général par équipe et le bronze à la finale des 3 cerceaux + 4 massues,.

## Palmarès

### Jeux olympiques
- Tokyo 2020
  -  Médaille de bronze au concours des ensembles par équipes

### Championnats du monde
- Kitakyūshū 2021
  -  Médaille d'or en groupe 3 cerceaux + 4 massues.
  -  Médaille d'argent par équipe.
  -  Médaille d'argent au concours général en groupe.
  -  Médaille d'argent en groupe 5 ballons.

### Championnats d'Europe
- Bakou 2023
  -  médaille de bronze en groupe 5 cerceaux

- Tel Aviv 2022
  -  médaille d'or en groupe 5 cerceaux
  -  médaille d'or en groupe 3 rubans + 2 cerceaux
  -  Médaille d'argent par équipe